# Тауненд

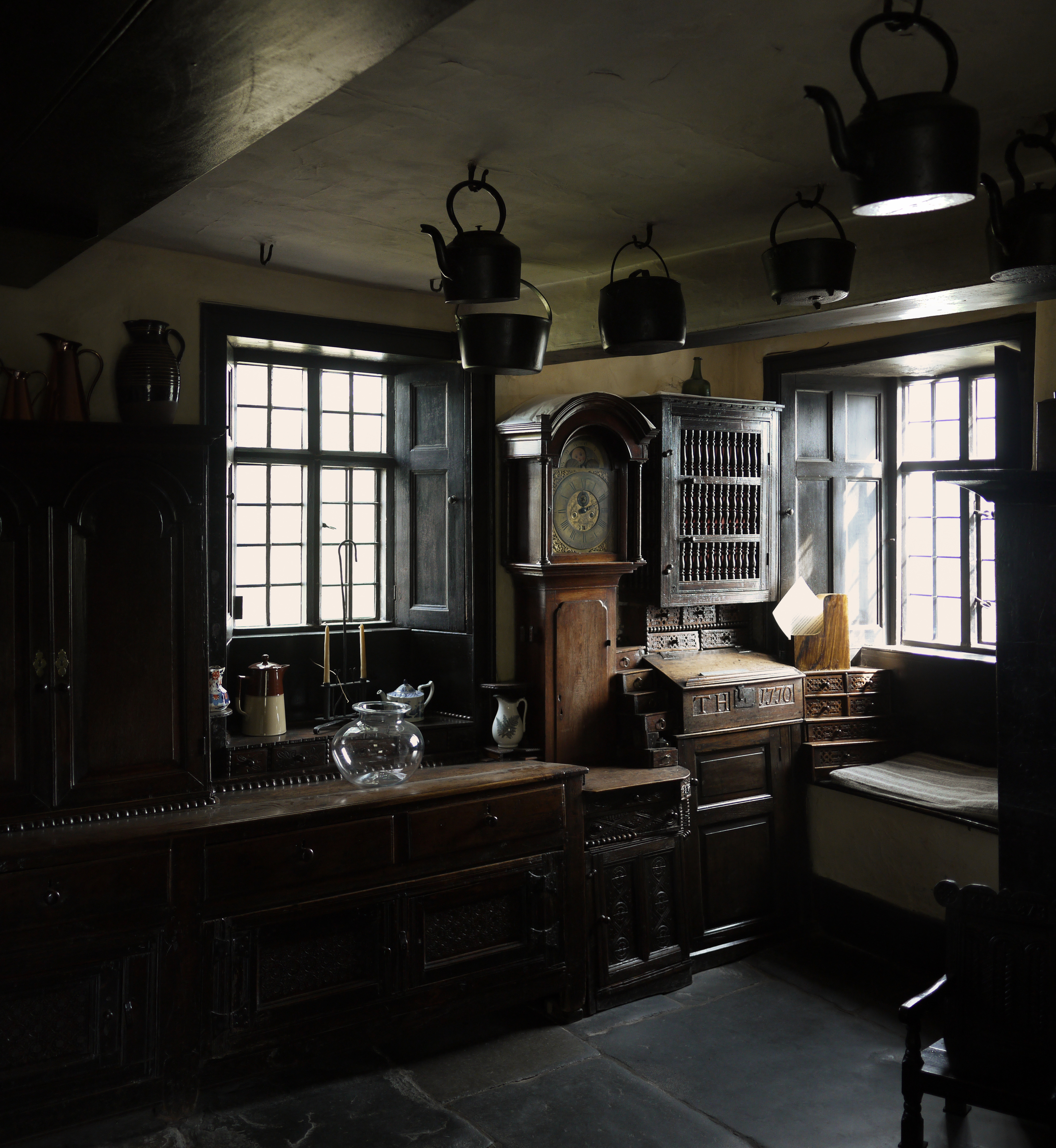
Интерьер передней комнаты

Тауненд — дом XVII-го века, расположенный в Траутбеке, в гражданском округе Лейкс, недалеко от Уиндермира, Камбрия, Англия, и находящийся в собственности британскогоНационального фонда. Дом был подарен фонду в 1948 году. До этого в течение 400 лет это был дом семьи Браунов, местных фермеров. Хотя это и не одно из поместий, которые обычно ассоциируются с Национальным фондом, дом даёт представление о жизни достаточно богатой фермерской семьи. Это памятник архитектуры I степени.